# Río Arga. Revista navarra de poesía
Río Arga (Revista navarra de poesía) es una revista de poesía creada en 1976 por un grupo de poetas navarros nacidos entre los años 1930 y 1936: Ángel Urrutia Iturbe, Jesús Górriz Lerga, José Luis Amadoz e Hilario Martínez Úbeda, Víctor Manuel Arbeloa y Jesús Mauleón– que, desde 1963, se reunían con frecuencia, de modo informal e irregular, en tertulias en el café “Niza” de Pamplona o en los domicilios particulares de algunos de ellos. No debe confundirse con la revista Arga aparecida en julio de 1944 y desaparecida en enero de 1952 publicada por la extinta Editorial y Librería Gómez de Pamplona. Es la decana de las revistas de poesía que actualmente se publican en España.

## Historia

### Antecedentes
En el entorno cultural navarro de la Guerra Civil y la posguerra las revistas literarias y socioculturales tuvieron todas, salvo Pregón, un recorrido efímero. También es relevante resaltar en ese ambiente el protagonismo de los autores religiosos que explica «la escasez de revistas ideológica y estéticamente eclécticas hasta fechas recientes».
A pesar de la falta de ayuda oficial, Pregón reunirá, desde 1943, y durante varias décadas, la poesía navarra. Los 'pregoneros' solían reunirse en tertulias celebradas en el bar “Cinema” y en el “Hotel Yoldi” de Pamplona. Sin embargo será la falta de unas directrices poéticas claras, su continuismo de líneas academicistas arraigadas y su preferencia a una temática inspirada en motivos religiosos, siendo casi nula la presencia de poemas de crítica social o política la que suscitará que varios colaboradores habituales consideren continuar una línea de publicaciones propia, diferente, más rupturista.

Por otra parte, ya en 1963, el periodista pamplonés Hilario Martínez Úbeda, avalado por Ángel Urrutia, Jesús Górriz y José Luis Amadoz, crea Ediciones Morea donde algunos de ellos publicarán varios libros. Urrutia, Górriz, Arbeloa y Martínez Úbeda eran colaboradores habituales de Pregón, pero no se consideraban 'pregoneros'. Desde 1969 organizaban sus propias en tertulias en el “Niza”, o en el domicilio de los contertulios. A este grupo se unen Amadoz y Mauleón. Con el grupo, Navarra, y de modo especial, Pamplona, vive a partir de ese año "una efervescencia poética sin precedentes".

### Nacimiento
Su aparición coincide con «el esplendor de la lírica escrita en tierras navarras». A diferencia de la revista Pregón, de la que la mayoría de los fundadores antes citados eran colaboradores habituales, idearon la creación de una revista que sirviera para la difusión de la poesía que se estaba produciendo en Navarra desde los años 60. Tanto Jesús Górriz, desde 1956, como Ángel Urrutia, desde 1957, colaboraban allí habitualmente y se conocían desde la época de estudios en los Padre Paules de Pamplona.
Con el apoyo del director de la Caja de Ahorros Municipal de Pamplona, Miguel Javier Urmeneta, firman el 25 de junio de 1976 el acuerdo de apoyo y subvención. El 15 de octubre de 1975 se recibe la aprobación definitiva del Ministerio de Industria y el 30 la de Información y Turismo. En diciembre de ese año aparece el primer número, de 37 páginas, con una edición de 500 ejemplares, y una periodicidad trimestral. Fue Ángel Urrutia el primer director, apoyado por un Consejo de Redacción formado por Amadoz, Arbeloa, Górriz y Mauleón. En la presentación, el que fuera alcalde de Pamplona, escribía:

«Me alegro que aparezca 'Arga' ahora. Ahora es cuando hace falta la poesía porque Navarra ya está ante la democracia [...] También yo espero esperanzado a los poetas navarros»
Miguel Javier Urmeneta

La revista se llama Río Arga. Según sus creador "Río" por ser un cauce abierto a todas las voces poéticas; "Arga" porque se realiza en Pamplona. La publicación convivirá en buena armonía con Pregón.
Durante sus casi cinco décadas de vida «han aparecido los nombres de los principales poetas navarros, tanto en español como en euskera, para muchos de los cuales fue –o está siendo en la actualidad– un importante trampolín para dar a conocer sus primeros textos» sirviendo especialmente de apoyo para «las voces poéticas más jóvenes». Pero sin olvidar, como insistía su primer director, Ángel Urrutia, que «no es solo una revista de poesía navarra, circunscrita a las mugas forales, sino una revista navarra de poesía, sin límites geográficos para sus colaboradores, y así sus páginas han acogido textos de poetas de muy distintas latitudes, ya sean del ámbito nacional (Carmen Conde, Concha Zardoya, Victoriano Crémer, Gabriel Celaya, Leopoldo de Luis, Antonio Gala, Félix Grande, José Miguel Romero Esteo, Juan Ruiz de Torres, Jorge Urrutia, Ana María Navales, Adolfo Marchena…), ya de Europa e Hispanoamérica (Octavio Paz, Nicanor Parra, Ernesto Cardenal, Guido Garafi, Luciano Luisi, Enrica Salvaresschi…).»

## Directores y colaboradores
| Director                   | Período   |  |
| -------------------------- | --------- |  |
| Ángel Urrutia Iturbe       | 1976-1983 |  |
| Jesús Mauleón              | 1983-1987 |  |
| Tomás Yerro Villanueva     | 1987-1991 |  |
| Juan Ramón Corpas Mauleón  | 1991-1998 |  |
| Víctor Manuel Arbeloa Muru | 1998-2007 |  |
| Blanca Gil Izco            | 2007-2017 |  |
| Juan Ramón Corpas Mauleón  | 2018-     |  |

### Colaboradores
Además de los ya mencionados, han sido colaboradores especialmente habituales Carlos Baos, Iñaki Desormais, Salvador Muerza, Maite Pérez Larumbe. Otras colaboraciones, de los cientos de autores, Patxi Zabaleta (como Gorka Trintxerpe), Iñaki Zabaleta, Patxi Perurena, Miguel Sánchez-Ostiz, Juan Gracia, Fernando Luis Chivite, Ángel de Miguel, Ángel de Miguel, Alfredo de Cerio, Charo Fuentes, Julia Guerra, Blanca Gil, José Javier Alfaro Calvo, Manuel Martínez Fernández de Bobadilla, Isabel Blanco Ollero, Delia Iturgoyen, Alfonso Pascal Ros, José Ángel Irigaray y Miguel d'Ors.